# Nicole Malliotakis
Nicole Malliotakis (New York, 11 novembre 1980) è una politica statunitense, membro della Camera dei Rappresentanti per lo stato di New York dal 2021.

## Biografia
Nata a New York da padre greco e madre cubana, Nicole Malliotakis studiò presso la Seton Hall University e il Wagner College. Successivamente lavorò nel settore delle pubbliche relazioni e fu impiegata presso l'ufficio di George Pataki. Entrata in politica con il Partito Repubblicano, nel 2010 vinse un seggio all'interno dell'Assemblea generale di New York, divenendo la prima donna greco-americana e la prima donna cubano-statunitense ad essere eletta per un ufficio pubblico nello stato di New York. Nel 2015 il senatore Marco Rubio la scelse come responsabile territoriale della sua campagna per le presidenziali dell'anno seguente.
Nel 2017 si candidò alla carica di sindaco di New York e riuscì ad accedere al ballottaggio con il sindaco in carica Bill de Blasio, che tuttavia la sconfisse con il 66% delle preferenze. Nel 2020 si candidò alla Camera dei Rappresentanti contro il deputato democratico in carica Max Rose, in quella che divenne fin da subito una campagna elettorale molto competitiva. La Malliotakis ottenne inoltre l'appoggio pubblico di Donald Trump, che attaccò pesantemente Rose, definendolo un "debole" e un "burattino di Nancy Pelosi". Al termine della sfida, Nicole Malliotakis prevalse di misura su Rose e fu così eletta deputata. Fu inoltre la prima donna latinoamericana repubblicana ad essere eletta al Congresso per lo stato di New York.